# AA Luziânia
Az Associação Atlética Luziânia, röviden Luziânia, labdarúgócsapatát 1955-ben Luziâniában hozták létre, Goiás államban. A főváros közelsége miatt a Szövetségi kerület állami bajnokságának, az első osztályában szerepel.

## Sikerlista

### Állami
- 2-szeres Brasiliense bajnok: 2014, 2016

## Játékoskeret
2015-től
| # |     | Poszt | Név          |
| - | --- | ----- | ------------ |
|   | BRA | K     | Edmar Sucuri |
|   | BRA | V     | Moacri       |
|   | BRA | V     | Perivald     |
|   | BRA | KP    | Chefe        |
|   | BRA | KP    | Dan          |
|   | BRA | KP    | David        |
|   | BRA | CS    | Éder         |